# Scytodes cavernarum
Scytodes cavernarum là một loài nhện trong họ Scytodidae.
Loài này thuộc chi Scytodes. Scytodes cavernarum được Carl Friedrich Roewer miêu tả năm 1962.